# Saghdat Sadyqow
Saghdat Qabiruly Sadyqow (kasachisch Сағдат Қабірұлы Садықов; * 29. Juli 1973 in Öskemen, Ostkasachstan) ist ein ehemaliger Judoka, der 2000 für Kirgisistan und 2004 für Kasachstan an Olympischen Spielen teilnahm.
Der 1,75 m große Sadykow kämpfte in fast allen Turnieren, an denen er teilnahm, im Leichtgewicht (Gewichtsklasse bis 73 Kilogramm). 1996 belegte er den dritten Platz bei den Studentenweltmeisterschaften. Bei den Asienmeisterschaften 2000 in Osaka erreichte er den fünften Platz. Bei den Olympischen Spielen 2000 in Sydney traf Sadykow in seinem ersten Kampf auf den Südkoreaner Choi Yong-sin und verlor durch Ippon, in der Hoffnungsrunde schied er gegen den US-Judoka Jimmy Pedro aus.
2001 gewann Sadykow bei den Ostasienspielen in Osaka eine Bronzemedaille. Im März 2002 belegte er den fünften Platz beim Weltcup-Turnier in Prag. Im April 2002 gewann er die internationalen Turniere in Almaty und in Nasran. Bei den Asienspielen 2002 in Busan belegte er den siebten Platz. 2003 trat er bei den Spielen Zentralasiens im Halbmittelgewicht an und gewann eine Bronzemedaille. Zwei Monate später siegte er bei den kasachischen Landesmeisterschaften, nun wieder im Leichtgewicht. Anfang 2004 gewann Sadykow beim Super-Weltcup in Moskau seinen ersten Kampf gegen den Niederländer Koen van Nol, schied dann aber gegen den Brasilianer Leandro Guilheiro aus. Im Mai 2004 gelang Sadykow sein größter Erfolg, als er das Finale der Asienmeisterschaften in Almaty erreichte. Nach seiner Finalniederlage gegen den Südkoreaner Kim Jae-hoon erhielt Sadykow vor heimischem Publikum die Silbermedaille. Bei den Olympischen Spielen 2004 traf er wie vier Jahre zuvor auf Jimmy Pedro aus den Vereinigten Staaten und schied abermals durch eine Ippon-Niederlage aus.